# Provinciaal gerechtshof in Drenthe

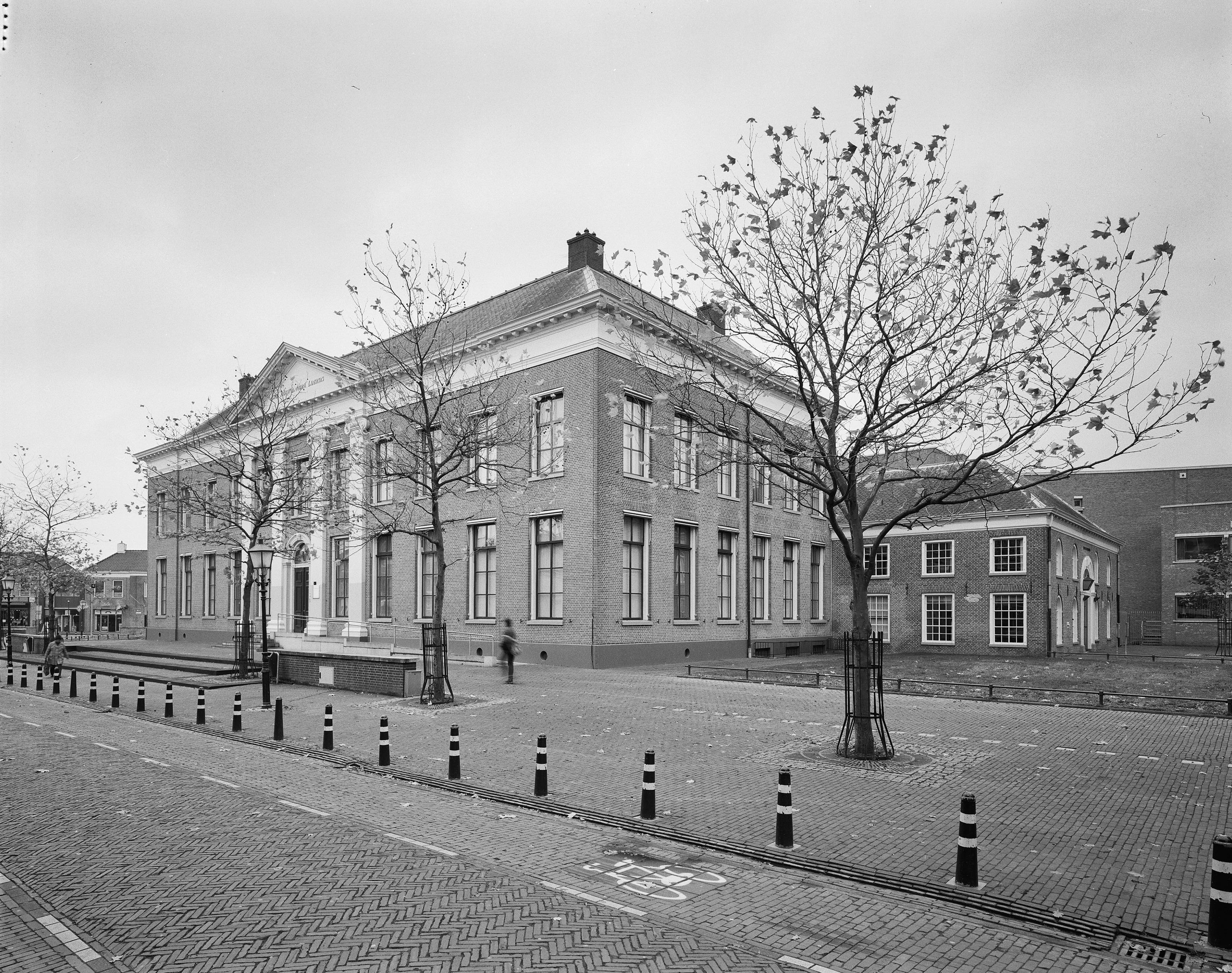
Het Paleis van Justitie aan de Brinkstraat

Het provinciaal gerechtshof in Drenthe was van 1838 tot 1876 een van de provinciale hoven in Nederland. Het hof in Assen was het kleinste van de 11 provinciale hoven. Het omvatte slechts een arrondissement, te weten Assen dat verdeeld was in drie kantons. Pas in 1877 kreeg Drenthe een vierde kanton, maar toen was het provinciaal gerechtshof al opgeheven en opgegaan in het noordelijke hof in Leeuwarden.
Het Hof was gevestigd in het Paleis van Justitie uit 1840. Het gebouw aan de Brinkstraat is rijksmonument.